# Ложечка для ікри

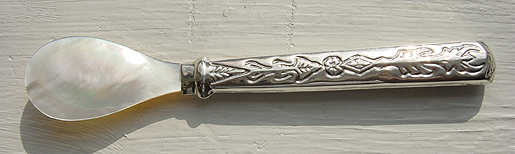
Перламутрова ложечка для ікри зі срібною гравірованою ручкою

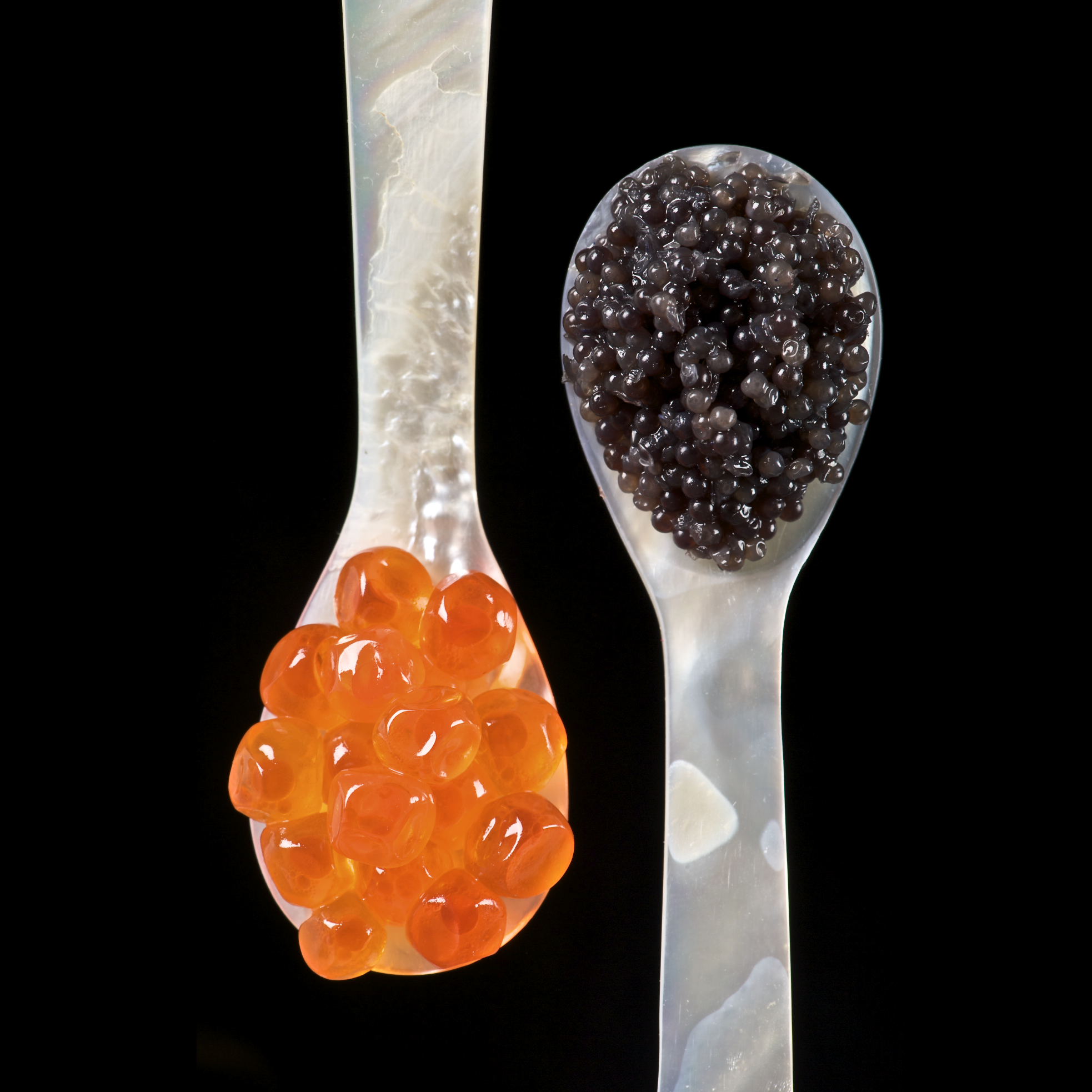
Ложечки з ікрою різних сортів

Ложечка для ікри — столовий прибор, традиційно виготовляється з інертних матеріалів, таких як перламутр, золото, роги тварин, скло, кришталь та дерево.
Існує думка, що ікра не повинна подаватися з металевою ложкою, бо метал може надати небажаного смаку. Деякі експерти харчування вказують на те, що ікра зберігається і продається в металевих банках, тому метал не впливає на смак ікри; інші вказують на те, що срібло є хімічно активним та може вплинути на смак ікри.